# Typhloblattodes madecassus
Typhloblattodes madecassus är en kackerlacksart som beskrevs av Lucien Chopard 1946. Typhloblattodes madecassus ingår i släktet Typhloblattodes och familjen Nocticolidae.
Artens utbredningsområde är Madagaskar. Inga underarter finns listade i Catalogue of Life.